# HD39078
HD39078 — хімічно пекулярна зоря спектрального класу A1, що має видиму зоряну величину в смузі V приблизно  8,7.
Вона  розташована на відстані близько 559,4 світлових років від Сонця.